# Atopsyche vinai
Atopsyche vinai är en nattsländeart som beskrevs av Sykora och Lazar Botosaneanu 1973. Atopsyche vinai ingår i släktet Atopsyche och familjen Hydrobiosidae. Inga underarter finns listade i Catalogue of Life.

## Bildgalleri

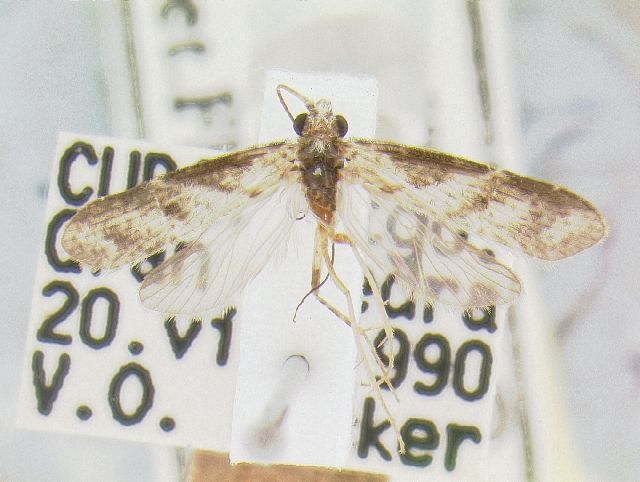